# Fursteförbundet
Fursteförbundet (ty. Fürstenbund), ett förbund mellan tyska riksfurstar, vilket Fredrik II av Preussen stiftade 1785 för att motarbeta kejsar
Josef II:s plan att i utbyte mot Österrikiska Nederländerna (Belgien) införliva Bayern med de österrikiska arvländerna. Den dåvarande kurfursten i Bayern, Karl Theodor, som saknade legitima arvingar, gick in på Josefs planer, vilkas genomförande skulle ha berövat den eventuelle arvingen, hertig Karl av Pfalz-Zweibrücken, hans rätt och givit Österrike en hotande övermakt i Tyskland. Den 23 juli 1785 slöts förbundet mellan Preussen, Sachsen och Hannover; sedermera slöt sig till detsamma hertigarna av Braunschweig, Mecklenburg, Sachsen-Weimar, Sachsen-Gotha och Pfalz-Zweibrücken, markgrevarna av Ansbach och Baden, fursten av Anhalt-Dessau och kurfursten av Mainz. Josef II måste avstå från sin plan. Därmed hade förbundet förlorat sin betydelse, och de försök som hertig Karl August av Sachsen-Weimar senare gjorde att utveckla det till en tysk union under Preussens ledning rönte ingen uppmuntran från preussisk sida.